# Tabiano Terme
Tabiano Terme is een plaats (frazione) in de Italiaanse gemeente Salsomaggiore Terme.